# Håbo FF
Håbo FF är en fotbollsförening i Håbo kommun i Bålsta. Föreningen bildades genom en sammanslagning av Bålsta IF och Övergrans IF 1996. 

## Föreningen
Håbo FF är en av Upplands största fotbollsföreningar och har ca 1000 aktiva medlemmar. Föreningens herrlag spelade 1999 en säsong i Division 2 och senast även två säsonger 2016 och 2017. Herrlaget har på senare år ramlat längre ner i seriesystemet. 2023 spelar laget i Division 4. Damlaget har en säsong i Division 1 som största merit och spelar 2023 i Division 3.

## Tidigare spelare
Spelare som tidigare representerat Håbo FF är, bland flera, Oscar Kihlgren, Danilo Al-Saed, Moonga Simba, Daniel Jarl, Umit Aras och Oscar Jonsson.